# Rhaphiptera rixatrix
Rhaphiptera rixatrix es una especie de escarabajo longicornio del género Rhaphiptera, tribu Pteropliini, subfamilia Lamiinae. Fue descrita científicamente por Thomson en 1868.
La especie se mantiene activa durante los meses de enero, febrero, marzo, junio, agosto y septiembre.

## Descripción
Mide 15-21 milímetros de longitud.

## Distribución
Se distribuye por Brasil y Guayana Francesa.